# Histoire de la cartographie en Chine

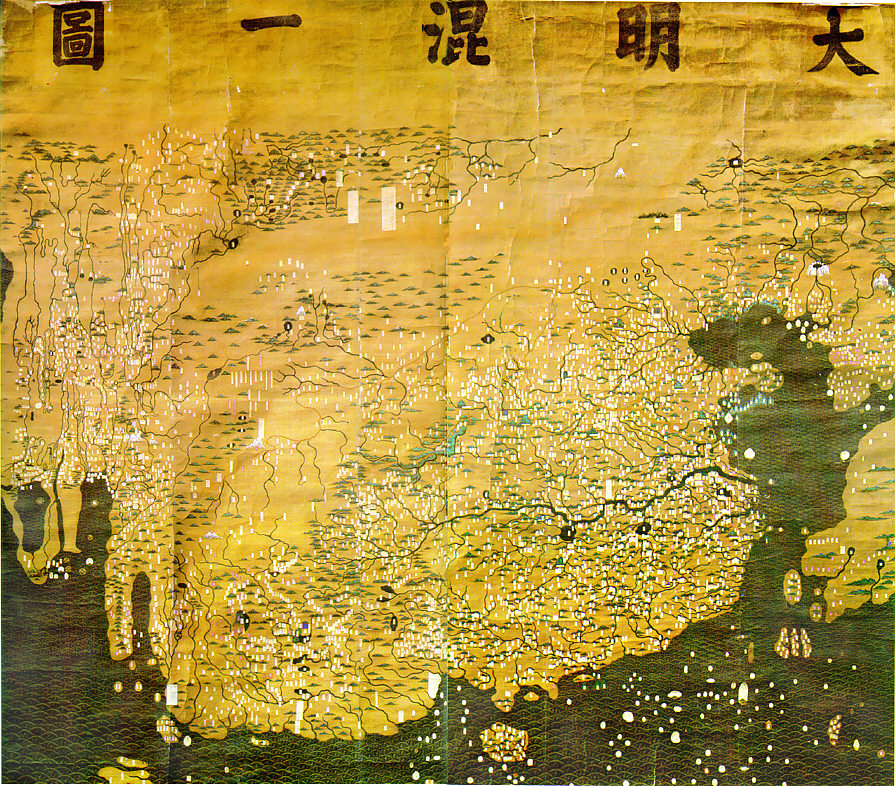
La plus ancienne carte du monde chinois, Da Ming Hun Yi Tu

Les premières cartes apparaissent en Chine à la période des Royaumes combattants, au Ve siècle av. J.-C. Leurs portées s'étendent au-delà des terres du berceau de la civilisation chinoise avec la croissance de l'empire chinois sous la dynastie Han. La géographie chinoise connaît son âge d'or avec l'invention de la boussole au XIe siècle, durant la dynastie Song, et atteint son sommet au XVe siècle, lors de la dynastie Ming, avec l'exploration chinoise de l'océan Indien par l'amiral Zheng He.

## Les premières cartes

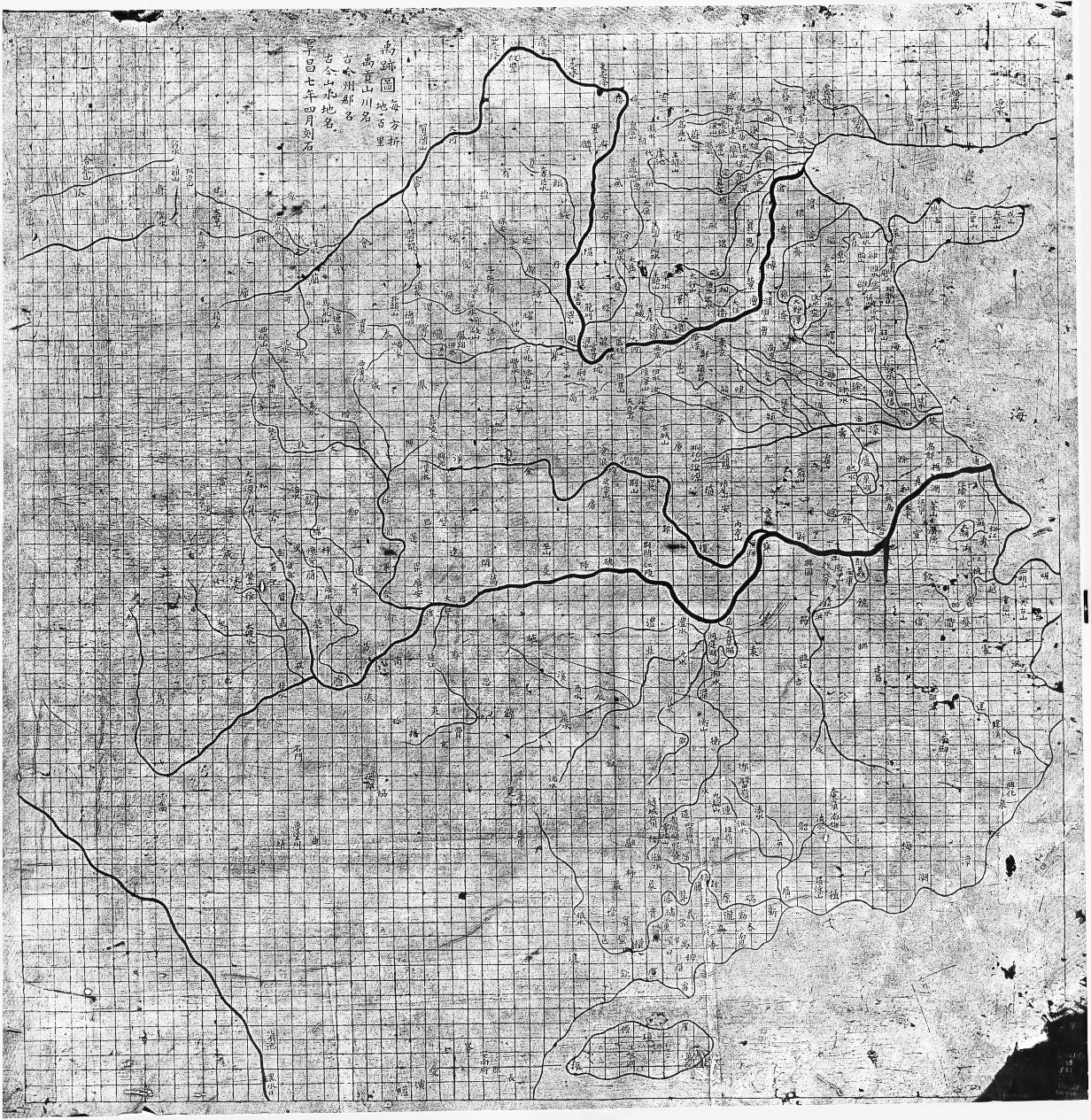
Le Yu Ji Tu, Carte des pistes de Yu, sculptée dans la pierre en 1137, située sur la stèle de la forêt de Xi'an. La carte carrée de 0,91 m de côté montre un réseau de 100 li carrés. Le littoral de la Chine et des systèmes fluviaux sont clairement définies et précisément localisés sur la carte. Yu est Yu Gong (Yu le Grand), une divinité chinoise décrite dans le chapitre géographique du livre Shu Jing, un Classique des documents, datant du

Des cartes montrant des pays hors de la Chine ont été réalisées pendant la dynastie des Song (960-1279). Une carte gravée dans la pierre en l'an 1137 montre 500 établissements et une douzaine de rivières chinoises, et comprend de grandes parties de la Corée et du Vietnam. Par ailleurs, le Yu Ji Tu (voir photo), une copie d'une carte plus ancienne, utilise un système de grille développé en Chine un millénaire plus tôt.

## Cartes de la dynastie Yuan
L'expansion de l'intérêt géographique chinois à l'échelle du Monde provient du contexte historique de l'empire mongol, qui a permis de relier l'ouest du monde islamique avec le monde chinois, permettant à la fois le développement du commerce et de l'échange d'informations.
Après la fondation de la dynastie Yuan en 1271, Kubilai Khan a ordonné la compilation d'une monographie de géographie appelée Dayuan Dayitong Zhi (大元大一統志) (il manque les cartes dans les manuscrits existants) en 1285. En 1286, l'astronome perse Jamal al-Din propose à Kubilai Khan (qui l'avait amené à l'est pour entreprendre des recherches avec des lettrés chinois vers 1260) de fondre plusieurs cartes de l'empire en une seule carte du monde, et réalise le Tianxia Dili Zongtu (天下地理總圖), censée être une carte du monde mais aujourd'hui perdue . Kubilai Khan a également ordonné de réaliser un livre intitulé Rāh-nāmah (Livre des routes) à partir des descriptions des marins musulmans. Une carte existante attachée au Jingshi Dadian (經世大典 ; 1329–1333) prouve une connaissance précise de l'intérieur de l'Asie par les Mongols en Asie, obtenue grâce aux musulmans. En 1297, sous l'influence de ces projets officiels, le moine taoïste Zhu Siben (朱思本) réalise une monographie géographique de la Chine, nommée Jiuyu Zhi (九域志). Sur la base de ces premiers travaux, il dresse une carte perdue de la Chine nommée Yuditu (與地圖) en 1311-1320.
Ces documents étaient cependant trop grands pour permettre leur diffusion. Ce sont les compilations qui ont suivi qui ont réellement influencé les intellectuels chinois. Dans la première moitié du XIVe siècle, des encyclopédies comme le Hanmo Quanshu (翰墨全書) et l'édition Zhishun du Shilin Guangji (事林廣記) ont permis l'actualisation de leurs connaissances géographiques datant des dynasties jurchen Jin et Song du Sud à celles contemporaines de la dynastie mongole des Yuan.
Les documents récemment découverts révèlent des réseaux personnels entre les intellectuels du sud de la Chine, centrés à Qingyuan (Ningbo). Qingjun, qui était du Taizhou voisin, a créé la Hunyi Jiangli Tu pendant son séjour à Qingyuan. Wu Sidao, qui a laissé une importante bibliographie, était également de Qingyuan. En outre, Ningbo a été l'un des ports maritimes les plus importants et les routes maritimes ont été étendues à Fuzhou et Guangzhou, et en Asie du Sud-Est, au Japon et Goryeo. Ils ont probablement obtenu des informations maritimes des marins musulmans.
Dans la tradition chinoise, les cartes ont tendance à être connues par des titres spécifiques, facilement exprimés en de courtes séquences d'idéogrammes, comme le Yu Gong Jiuzhou Lidai Diwang Guodu Dili Tu (禹貢九州歷代帝王國都地理圖, cartes des capitales des empereurs et rois historiques dans les Neuf Provinces de Yu Gong).

### Shengjiao Guangbei Tu
Le Shengjiao Guangbei Tu (« -carte de l'enseignement retentissant (du khan) en vigueur partout dans le monde- ») par Li Zemin est perdu. Son état initial peut être déduit par l'examen des œuvres dérivées : le Guangyutu  et le Da Ming Hun Yi Tu. Le Guangyutu (廣與圖), réalisé en 1555 par Luo Hongxian (羅洪先), contient une paire de cartes nommées Dongnan Haiyi Tu (東南海夷圖) et Xinan Haiyi Tu (西南海夷圖) qui sont considérées comme la moitié sud du Shengjiao Guangbei Tu bien que la copie de Luo abandonne la plupart des noms de lieux à l'exception des zones côtières et des îles. Le Da Ming Hun Yi Tu (大明混一圖/Dai Ming gurun-i uherilehe nirugan), une carte de la période Ming dont les étiquettes ont été traduites en mandchou beaucoup plus tard, est considérée comme ayant été basée en dernier ressort sur la carte de Li Zemin.
Le Shengjiao Guangbei Tu est une carte du monde. Il contient non seulement la Chine mais aussi l'Afrique et l'Europe. La copie de Luo et le Daming Hunyi Tu suggèrent que l'original représentait l'Inde avec plus de précision que l'adaptation coréenne même s'il est également possible que le Daming Hunyi Tu soit fondé sur les connaissances du XVIIe siècle.
On sait peu de chose sur l'auteur Li Zemin. D'après les noms de lieux figurant sur la carte, on suppose qu'elle a été créée vers 1319 et révisée entre 1329 et 1338. Toutefois, les déclarations de Wu Sidao (voir plus loin) suggèrent que sa carte était plus récente que celle de Qingjun (1360?).

### Guanglun Jiangli Tu
Hunyi Jiangli Tu du moine zen Qingjun (1328-1392) est perdue. Toutefois, le Shuidong Riji (水東日記), livre de la période Ming Ye Sheng (叶盛) (1420-1474) comporte une édition modifiée de la carte sous le nom de Guanglun Jiangli Tu (廣輪疆理圖). Ye Sheng est également noté sur le colophon de la carte de Yan Jie (嚴節) (1452). Selon Yan Jie, le Guanglun Jiangli Tu a été créé en 1360. La carte existante a été modifiée, probablement par Yan Jie, pour enregistrer les noms de lieux Ming contemporains. La carte initiale mentionnait les noms de lieux de la dynastie mongole des Yuan.
Le Guanglun Jiangli Tu était l'une des cartes historiques populaires parmi les intellectuels chinois. Elle montrait les capitales historiques de dynasties chinoises, en plus de noms de lieux contemporains. Elle suivait la tradition chinoise en ce que c'était une carte de la Chine et non du monde. Mais contrairement à celles de la période Song qui reflètent les connaissances chinoises limitées sur la géographie, elle incorpore des informations sur la Mongolie et l'Asie du Sud-Est. Elle fournit également des informations sur les routes maritimes (il reste des traces sur la carte Honmyōji).

### Le travail de Wu Sidao
Contemporain de Qingjun, Wu Sidao (烏斯道), auteur de Chuncaozhai Ji (春草齋集), a fusionné le Guanglun Tu (廣輪圖) et le  Shengjiao Beihua Tu (聲教被化圖) de Li Rulin (李汝霖) bien que sa carte ne soit pas connue aujourd'hui. Le Guanglun Tu se réfère vraisemblablement à Guanglun Jiangli Tu de Qingjun. Il est probable que Rulin était le nom de courtoisie de Li Zemin et que Shengjiao Beihua Tu était un pseudonyme pour Shengjiao Guangbei Tu.

## Dernières cartes dans la tradition chinoise
En 1579, Luo Hongxian a publié l'atlas Guang Yutu, avec plus de 40 cartes, un système de grille, et une façon systématique de représenter les principaux repères tels que montagnes, rivières, routes et frontières. Le Guang Yutu intègre les découvertes faites au XVe siècle, au cours de ses voyages le long des côtes de la Chine, de l'Asie du Sud-Est, en Inde et en Afrique par l'explorateur Zheng He.
Au XVIe siècle et XVIIe siècle, plusieurs exemples existent de cartes centrées sur l'information culturelle. Les quadrillages ne sont pas utilisés ni dans le Gujin xingsheng zhi tu (1555) de Yu Shi, ni dans le Tushu bian (1613) de Zhang Huang ; au contraire, les illustrations et les annotations montrent des lieux mythiques, des peuples étrangers exotiques, les changements administratifs et des actes des héros historiques et légendaires.

## Source
- (en) Cet article est partiellement ou en totalité issu de l’article de Wikipédia en anglais intitulé « Chinese geography » (voir la liste des auteurs).